# Desmazeria
Desmazeria  Dumort. é um género botânico pertencente à família Poaceae, subfamília Pooideae, tribo Poeae.
O gênero apresenta aproximadamente 15 espécies. Ocorrem na Europa, África e Ásia.

## Sinônimos
- Brizopyrum Link (SUS)
- Demazeria Dumort. (SUO)

## Principais espécies
- Desmazeria marina (L.) Druce
- Desmazeria rigida (L.) Tutin
- «PPP-Index Lista completa»